# Scatopsciara crassispiculosa
Scatopsciara crassispiculosa är en tvåvingeart som beskrevs av Mohrig, Roschmann och Björn Rulik 1999. Scatopsciara crassispiculosa ingår i släktet Scatopsciara och familjen sorgmyggor.
Artens utbredningsområde är Nepal. Inga underarter finns listade i Catalogue of Life.